# Абрамс, Эллиот
Эллиот Абрамс (англ. Elliott Abrams, род. 24 января 1948 г., Нью-Йорк) — американский политик и юрист. Занимал внешнеполитические посты при Рональде Рейгане, Джордже Буше-младшем и Дональде Трампе. В настоящее время является старшим научным сотрудником по ближневосточным исследованиям в Совете по международным отношениям.
Окончил Гарвардский университет (бакалавр искусств, 1969). Окончил Лондонскую школу экономики и политических наук (магистр международных отношений, 1970). Степень доктора юриспруденции получил в Гарвардской школе права (1973).

## Политик США
Бывший заместитель государственного секретаря США.
Родился в еврейской семье. В 1985 году политическая карьера Абрамса в американской администрации была скомпрометирована из-за причастности к громкому международному скандалу «Иран — контрас». Он был судим, но приговор был впоследствии отменён Бушем-старшим, который использовал свои конституционные полномочия и помиловал Абрамса незадолго до завершения своего срока в качестве президента США.
С декабря 2002 по 2004 год являлся помощником Кондолизы Райс, советника по национальной безопасности американского президента. В его ведении были вопросы Африки и Ближнего Востока, а также курирование арабо-израильских отношений.
В настоящее время заместитель главы Совета национальной безопасности США Стивена Хэдли по Ближнему Востоку. Член Американского комитета за мир в Чечне, член Центра политики безопасности США.
25 января 2019 года назначен специальным посланником в Венесуэлу.

## Личная жизнь
Жена — Рейчел, падчерица Нормана Подгорца, скончалась в 2013 году после 33 лет брака. У него есть два сына Джейкоб и Йозеф, а также дочь Сарра.

## Работы
- «Вера или страх: как евреи могут выжить в христианской Америке» (англ. Faith or Fear: How Jews Can Survive in Christian America) (1997).